# Beachrock

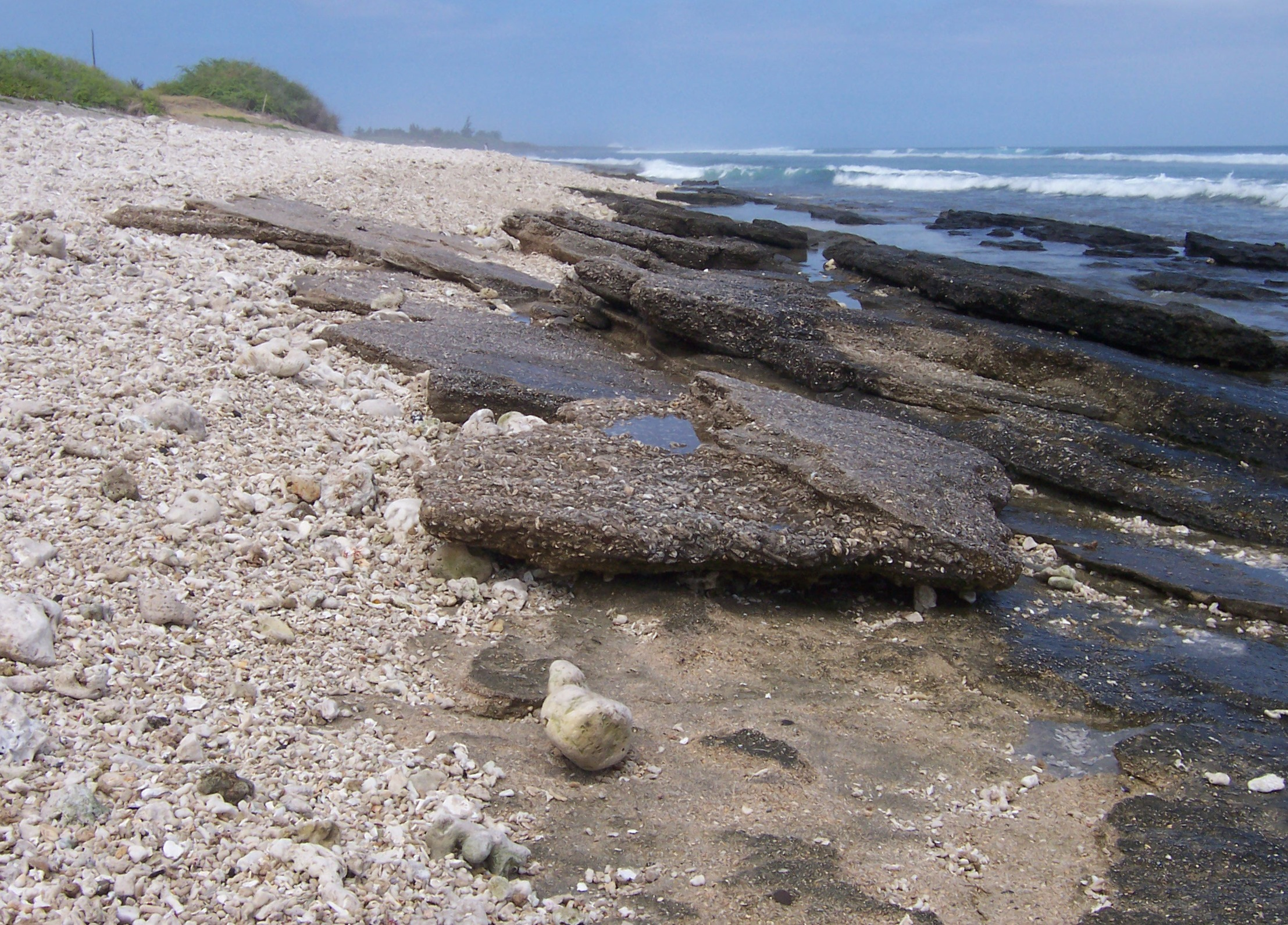
Beachrock an der Küste von Réunion

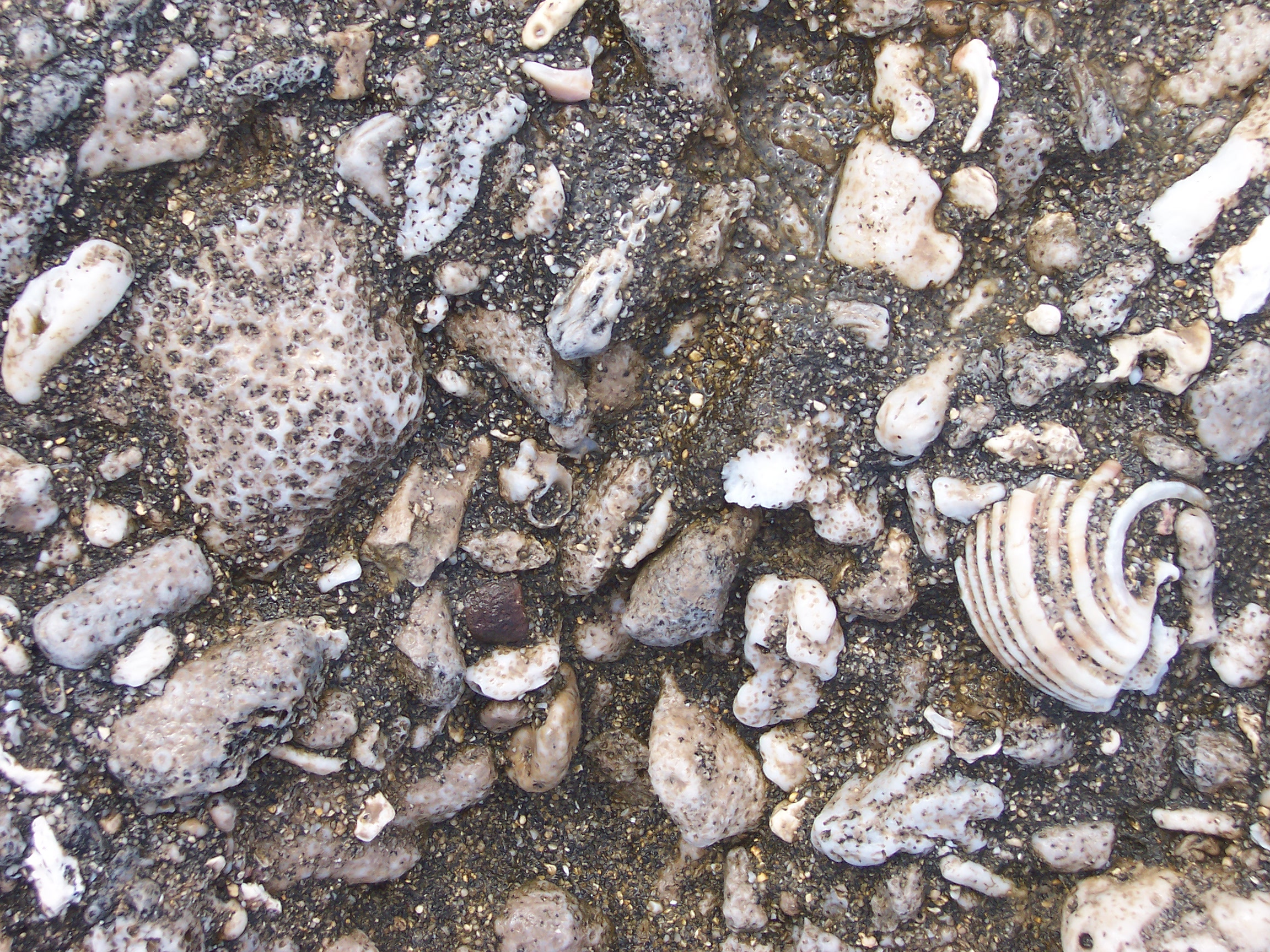
Bestandteile von Beachrock

So genannter Beachrock (engl., dt. sinngemäß Strandfelsen) bildet sich an den Meeresküsten im tropischen bis subtropischen Klima aus Strandablagerungen durch eine Art schnelle Gesteinsbildung.

## Überblick
Das Gestein kann verschiedenste Materialien umfassen, darunter auch Korallenschutt; Bindemittel sind vor allem magnesiumreiche Carbonate wie Dolomit, Kalzit oder Aragonit. Die Bildung gerade im Küsten- und Strandbereich wird durch eine Übersättigung von CaCO3 durch starke Verdunstung (Scoffin, 1970), Zufluss von karbonatreichem Grundwasser im Strandbereich (Hanor, 1978) und in der Brackwasserzone sowie Niederschlag von Karbonatgestein durch mikrobiologische Aktivitäten gedeutet (Neumeier, 1999). Beachrock braucht unter guten Bedingungen lediglich wenige Jahrzehnte, um sich zu formen.
Die mögliche Deutung als Meeresspiegelindikator ist nicht einfach. Es gibt sehr wenig fossilen Beachrock, was sich unter anderem durch eine mögliche mehrmalige Umformung erklären lässt. Beachrock, der durch Absenkung des Strandes oder Steigen des Meeresspiegels unter Wasser gerät, schafft günstige Voraussetzungen zur Entstehung von Korallenriffen.

## Trivia
Regelmäßige, kissenartige Bildungen von Beachrock an der Biminiroad gaben Anlass zu Spekulationen über eine menschliche Herstellung ähnlich von Megalithen.
Die Einbindung von gröberem Zivilisationsmüll (Plastikmüll wie auch Blechdosen) macht einzelne, sehr eigentümliche Beachrockvarianten zu Sammelobjekten.